# Pádár Nikolett
Pádár Nikolett (néhol Nikoletta néven is) (Szeged, 2006. március 30. –) Európa-bajnok magyar úszó.

## Pályafutása
4 esztendősen kezdett el úszni, s 6 éves kora óta a Szegedi Úszó Egyletben edzett. 2025-től már a BVSC-Zugló versenyzője. 
2021. július első felében a 2021-es ifjúsági úszó-Európa-bajnokságon Rómában 200 méter gyorson és a 4 × 200 m gyorsváltó tagjaként (Veres Laura, Fábián Bettina, Nyirádi Réka) aranyérmet, a 4 × 100 m gyorsváltóval (Ugrai Panna, Molnár Dóra, Nyirádi Réka) és a mix 4 × 100 m gyorsváltó tagjaként (Mészáros Dániel, Magda Boldizsár, Ugrai Panna) pedig bronzérmet szerzett, a 4 × 100 m vegyesváltóval (Molnár Dóra, Péter Virág, Ugrai Panna) a negyedik lett, míg 100 méter gyorson nem jutott a döntőbe (összesítésben a 10. helyen zárt).
November elején a 2021-es rövid pályás úszó-Európa-bajnokságon Kazanyban 200 m gyorsúszásban az 5. lett, nem jutott döntőbe 100 méter gyorson (összesítésben a 15. helyen zárt), 100 m vegyesen (összesítésben a 34. helyen végzett) és 50 m gyorson (összesítésben a 42. lett), 400 m gyorson pedig nem indult.
December közepén a 2021-es rövid pályás úszó-világbajnokságon Abu-Dzabiban a a 4 × 200 m gyorsváltóval (Gyurinovics Fanni, Jakabos Zsuzsanna, Késely Ajna, Kapás Boglárka) ötödik, a 4 × 100 m gyorsváltóval (Jakabos Zsuzsanna, Gyurinovics Fanni, Késely Ajna) pedig hetedik lett, míg 200 m gyorson nem jutott a döntőbe (összesítésben a 23. helyen zárt)
2022. június második felében a 2022-es úszó-világbajnokságon Budapesten a 4 × 200 m gyorsváltóval (Molnár Dóra, Késely Ajna, Kapás Boglárka, Jakabos Zsuzsanna) ötödik, a 4 × 100 m gyorsváltóval (Gyurinovics Fanni, Senánszky Petra, Molnár Dóra) pedig nyolcadik lett, míg 200 m gyorson nem jutott a döntőbe (összesítésben a 18. helyen zárt). Július elején az ifjúsági úszó-Európa-bajnokságon a romániai Otopeniben 100 m gyorson, 200 m gyorson, a 4 × 200 m gyorsváltóval (Ábrahám Lilla, Molnár Dóra, Gyurinovics Lili) és a mix 4 × 100 m gyorsváltó tagjaként (Magda Boldizsár, Bóna Benedek, Molnár Dóra) aranyérmes, a 4 × 100 m vegyesváltóval (Molnár Dóra, Barna Bianka, Komoróczy Lora) ezüstérmes, 400 m gyorson pedig bronzérmes lett; a mix 4 × 100 m vegyesváltóval (Komoróczy Lora, Zombori-Szalontai Ferenc, Magda Boldizsár) a negyedik helyen, a 4 × 100 m gyorsváltóval (Rátkai Zsófia, Gyurinovics Lili, Molnár Dóra) a nyolcadik helyen végzett.
Augusztus közepén a 2022-es úszó-Európa-bajnokságon Rómában a 4 × 200 m gyorsváltóval (Hosszú Katinka, Késely Ajna, Ábrahám Lilla, Molnár Dóra, Jakabos Zsuzsanna) bronzérmet szerzett, a mix 4 × 200 m gyorsváltóval (Márton Richárd, Mészáros Dániel, Ábrahám Lilla, Zombori Gábor, Hosszú Katinka, Jakabos Zsuzsanna) a negyedik, a 4 × 100 m gyorsváltóval (Gyurinovics Fanni, Senánszky Petra, Molnár Dóra) ötödik, a mix 4 × 100 m gyorsváltóval (Németh Nándor, Szabó Szebasztián, Molnár Dóra, Mészáros Dániel, Ábrahám Lilla, Gyurinovics Fanni) hetedik, míg 200 m gyorson nyolcadik lett, 100 m gyorson nem jutott döntőbe (összesítésben a 13. helyen végzett).
Az augusztus végén és szeptember elején rendezett ifjúsági úszó-világbajnokságon a perui Limában 100 m gyorson, 200 m gyorson, a 4 × 100 m gyorsváltóval (Ábrahám Lilla, Gyurinovics Lili, Molnár Dóra), a 4 × 200 m gyorsváltóval (Molnár Dóra, Gyurinovics Lili, Ábrahám Lilla) és a mix 4 × 100 m gyorsváltó tagjaként (Mészáros Dániel, Bóna Benedek, Molnár Dóra) aranyérmet szerzett, a 4 × 100 m vegyesváltóval (Molnár Dóra, Barna Bianka, Komróczy Lora) negyedik lett.
2023. július elején az ifjúsági úszó-Európa-bajnokságon Belgrádban 4 aranyérmet nyert – 200 m gyorsúszásban, 400 m gyorsúszásban, a 4 × 200 m gyorsváltóval (Gyurinovics Lili, Molnár Dóra, Ábrahám Lilla Minna), és a mix 4 × 100 m gyorsváltóval (Magda Boldizsár, Harsányi Mátyás, Molnár Dóra) –, valamint ezüstérmes lett a 4 × 100 m gyorsváltó (Ábrahám Lilla Minna, Gyurinovics Lili, Molnár Dóra) tagjaként, 100 m gyorsúszásban pedig az ötödik helyen ért célba.
Július második felében a 2023-as úszó-világbajnokságon Fukuokában a 4 × 200 m gyorsváltóval (Ábrahám Lilla, Késely Ajna, Molnár Dóra) hetedik lett; nem jutott döntőbe 200 m gyorsúszásban (összesítésben a 10. helyen zárt, egyúttal egyéni csúcsot, olimpiai szintet és ifjúsági Európa-rekordot úszott) és a 4 × 100 m gyorsváltóval (Senánszky Petra, Molnár Dóra, Ábrahám Lilla; összesítésben a 13. helyen végeztek).
Decemberben a 2023-as rövid pályás úszó-Európa-bajnokságon Otopeniben 200 m gyorsúszásban a 4. lett, a 4 × 50 m gyorsváltóval (Senánszky Petra, Ugrai Panna, Komoróczy Lora) a 6. helyen végzett, 100 m gyorsúszásban nem jutott döntőbe (összesítésben a 14. helyen zárt).
2024. február első felében a 2024-es úszó-világbajnokságon Dohában 200 m gyorsúszásban 6., a 4 × 200 m gyorsváltóval (Ábrahám Lilla, Molnár Dóra, Késely Ajna) pedig a 8. lett, 400 m gyorsúszásban nem jutott döntőbe (összesítésben a 9. helyen zárt), 100 m gyorsúszásban az elődöntőt követően visszalépett (összesítésben a 16. helyen végzett ) a 4 × 200 m gyorsváltóban való szereplése miatt.
A párizsi olimpián a női 4x100 méteres váltó (Senánszky Petra, Ábrahám Minna, Ugrai Panna) tagjaként nem jutott döntőben, a magyar csapat összesítésben a 10. helyen végzett. 200 méteres gyorsúszásban nem jutott döntőbe, a selejtező harmadik futamában hiába lett második, utólag kizárták, mert bemozdult a rajtnál. A 4 × 200 méteres gyorsváltó (Ábrahám Minna, Késely Ajna, Ugrai Panna) tagjaként döntőbe jutott, ahol a 6. helyet szerezte meg a magyar csapat. A 2024-es rövid pályás úszó-világbajnokságon a 4 × 200 méteres gyorsváltó (Ugrai Panna, Molnár Dóra, Ábrahám Minna) tagjaként ezüstérmet szerzett.

### Magyar bajnokság
| 50 méteres medence  | 2021 | 2022 | 2023 | 2024 |
| ------------------- | ---- | ---- | ---- | ---- |
| 50 m gyors          | 5.   | 5.   |      | 2.   |
| 100 m gyors         | 5.   | 1.   | 2.   | 1.   |
| 200 m gyors         | 4.   | 1.   | 1.   | 1.   |
| 400 m gyors         |      | 3.   | 3.   | 3.   |
| 4 × 100 m gyors     | 2.   |      |      |      |
| 4 × 200 m gyors     | 1.   | 3.   |      |      |
| 4 × 100 m vegyes    | 8.   |      |      |      |
| mix 4 × 100 m gyors | 4.   |      |      |      |

## Rekordjai
100 m gyors
- 55,33 (2021. július 30., Debrecen) 15, 16, 17 éves korosztályos magyar csúcs
- 54,69 (2022. július 9., Otopeni) 16, 17 éves korosztályos magyar csúcs

200 m gyors
- 1:56,17 (2023. október 19., Budapest) 17 éves korosztályos magyar csúcs

## Díjai, elismerései
- Az év magyar úszója: 2023[26]